# The Ultimate Fighter 2 Finale
The Ultimate Fighter: Team Hughes vs. Team Franklin Finale fue un evento de artes marciales mixtas celebrado por Ultimate Fighting Championship el 5 de noviembre de 2005 en el Hard Rock Hotel and Casino, en Las Vegas, Nevada.

## Historia
Destacados fueron la final de The Ultimate Fighter 2, tanto en el peso wélter y peso pesado, así como un evento principal entre Diego Sánchez y Nick Díaz.

## Resultados

### Tarjeta preliminar
- Peso pesado: Keith Jardine vs. Kerry Schall

Jardine derrotó a Schall vía TKO (patadas a las piernas) en el 3:28 de la 2ª ronda.
- Peso wélter: Melvin Guillard vs. Marcus Davis

Guillard derrotó a Davis vía TKO (corte) en el 2:55 de la 2ª ronda.
- Peso wélter: Josh Burkman vs. Sammy Morgan

Burkman derrotó a Morgan vía KO (slam) en el 0:21 de la 1ª ronda.

### Tarjeta principal
- Peso wélter: Kenny Florian vs. Kit Cope

Florian derrotó a Cope vía sumisión (rear-naked choke) en el 0:35 de la 2ª ronda.
- Peso wélter: Joe Stevenson vs. Luke Cummo

Stevenson derrotó a Cummo vía decisión (unánime) (30–27, 29–28, 29–28) para convertirse en el ganador de The Ultimate Fighter 2 de peso wélter.
- Peso pesado: Rashad Evans vs. Brad Imes

Evans derrotó a Imes vía decisión (dividida) (28–29, 29–28, 29–28) para convertirse en el ganador de The Ultimate Fighter 2 de peso pesado.
- Welterweight bout: Diego Sanchez vs. Nick Diaz

Sánchez derrotó a Díaz vía decisión (unánime) (30–27, 30–27, 30–27).